# Luiza Perote
Luiza Perote (Humaitá - AM, 29 de abril de 2005) é uma modelo brasileira.

## Biografia
Luíza Perote (natural de Humaitá, Amazonas, nascida em 29 de abril de 2005), foi descoberta aos 13 anos, pela agência Backstage Model Amazônia, onde venceu o concurso Backmodel Amazônia 2018, 1º lugar em Manaus, Amazonas. Concurso que lhe garantiu um contrato com uma das maiores agências do mundo: Elite NYC. Após ser descoberta e se preparar para o mercado nacional e internacional ganhou, também, notoriedade após publicar vídeos nas redes sociais "desfilando" pelos cômodos de sua residência no interior do Amazonas.  
Em sua primeira temporada internacional, que começou por Nova York,  desfilou para marcas como Marc Jacobs, Carolina Herrera, Tom Ford, Tommy Hilfiger e Ludovic de Saint-Sernin. Na Vogue Brasil, ela recentemente estampou os editoriais de beleza “Ice, Ice, Baby” e “Jeans Glam”.
Luiza surgiu como uma presença distinta na indústria da moda, cativando a atenção com seu visual único e forte presença nas passarelas. Ao longo de sua carreira, ela demonstrou sua versatilidade ao aparecer em vários desfiles de alto nível para marcas de moda líderes como Max Mara, Chanel , Alexander McQueen, Gucci, Versace, Burberry, Saint Laurent, Bottega Veneta e Balenciaga. 
Notavelmente, ela abriu o desfile para a Fendi, dentre outras, marcando um marco significativo em sua carreira de modelo. Em 2024, Luíza Perote também se tornou rosto global da Fendi, marca italiana, com campanhas estampadas em todo o mundo. 
O talento de Luíza vai além das passarelas; ela também é reconhecida por seu trabalho editorial, onde traz um estilo e uma expressão diferenciados que a consagram linda em qualquer continente. Foi capa da revista Harpers Bazaar Brasil edição nº 140, em junho de 2024.

## Agências
Luiza atualmente faz parte do casting das seguintes agências:
- Elite Model em Nova York, Estados Unidos[10]
- Women Management em Paris, França[11]
- Women Management em Milão, Itália
- Premier Model Management em Londres, Inglaterra[12]
- Backstage Model Amazônia, em Manaus, Amazônia, Brasil
- EVOL Management em São Paulo, Brasil[13]

## Ligações Externas
- Luiza Perote no Instagram
- Models.com